# 蕨岱車站

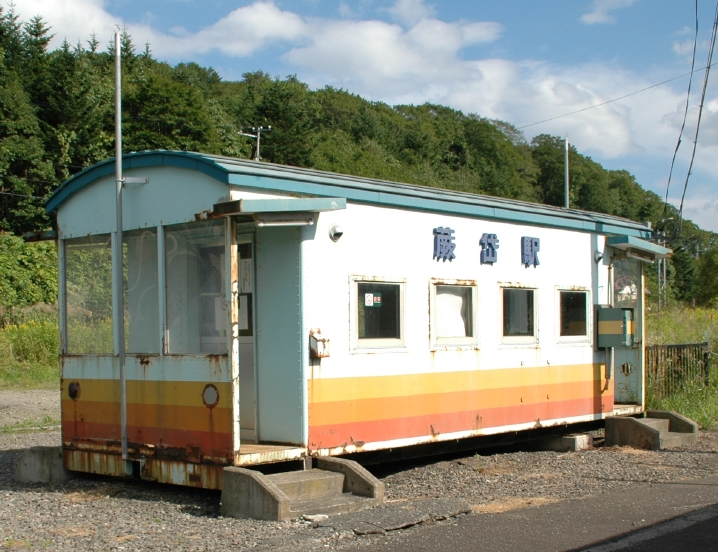
舊塗裝候車室（2005年8月）

蕨岱車站（日语：／ Warabitai eki */?）曾經是由北海道旅客鐵道（JR北海道）所經營的鐵路車站，位於日本北海道山越郡長萬部町。此站是JR北海道函館本線的無人車站，位於JR北海道函館支社的管理範圍，並由長萬部車站負責代管。
此站的站名源自愛奴語中的「warumpe-hur」，意指「蕨之坡道」。如果將日本所有的鐵路車站站名根據五十音的順序進行排序，此站是JR所有的車站中順位在最後一位者。但若不區分鐵路公司的差異，則位於石川縣金澤市，隸屬於北陸鐵道的割出車站才是五十音順位最末的車站。
由於近年使用人數持續低迷，JR北海道內部調查亦發現本站每日平均使用人次少於1人，因此於2017年3月4日起廢站。

## 車站結構
此站為側式月台1面1線的地面車站。月台位於軌道東側（面向旭川方向的右側，舊1號月台）。此站是沒有設置轉轍器的棒線站，過去則為對向式月台2面2線的地面車站，且可以進行列車交會。当時月台之間、站房側月台南側與對側月台北側部分以站內平交道聯絡。

## 相鄰車站
北海道旅客鐵道（JR北海道）
■函館本線
二股（S32）－蕨岱（S31）－黑松內（S30）